# 문화 리터러시
문화 리터리시(영어: Cultural literacy)는 E. D. 허시(E. D. Hirsch)가 만든 용어로, 주어진 문화를 이해하고 참여하는 능력을 말한다.
문화 리터러시 개념에서 미디어를 이해한다는 것은 미디어 자체나 미디어가 전달하는 내용을 이해하는 것이 아니라 미디어가 당대의 사회적 맥락에서 어떤 의미를 지니며 그것을 매개로 어떻게 소통하는지, 그리고 그 사회문화적 효과는 무엇인지를 이해하는 것이다. 근래는 문화 리터러시는 한 사회의 구성원으로 생활하기 위해 이해하고 의사소통할 수 있는 기본 능력이라는 개념으로 의미가 가능하게 되었고, 그 사회가 요구하는 역할을 수행하고 그 속에서 자신의 지식과 잠재력을 개발하기 위해 활용하는 능력으로 확장하게 되었다(박인기2002: 25).

## 개념 유래
문화적 리터러시의 원 개념은 그 이전에 미국에서 나왔다. 1987년에 Hirsch, E. D.는 미국이 공동체를 유지하기 위해 서로  공유할 수 있는 공통의 지식을 강조하는 보수주의적 입장을 반영한 것이다. 2005년 Provenzo는 Hirsch의 관점을 비판하며, 문화적 리터러시가 Hirsch의 정의와는 달리 더 역동적이고 민주적인 것이어야 한다고 주장했다. Provenzo는 한 사회에서 공유하는 지식이라는 것은 특정한 집단에 의해 선별되고 공유되는 유동적인 지식이라고 지적했다. 결국 Hirsch가 제안한 문화적 리터러시라는 것이 보수주의적인 집단이 추구하는 지식에 치우쳐 있다는 것이다.

## 다문화 리터러시
다문화 리터러시(Multicultual Literacy)는 영어의 글자 그대로 풀면 ‘다양한 문화를 읽을 수 있는 능력’을 말한다. 일반적으로 ‘다문화 리터러시 능력이 있다’는 것은 다문화사회를 살아가기 위해 필요한 기본적인 소양을 가지고 있으며 다문화사회의 구성으로서 문화 다양성을 인식하고 있다는 것을 의미한다.
다문화 리터러시는 다문화 시대에 필요한 기본 능력(서혁, 2011: 12)으로 다양한 민족 및 문화적 시각에서 지식을 검토하고 인간적이고 정의로운 세계를 만들기위해 지식을 활용하는 기능과 능력으로 구성된다(박윤경, 2007: 108). 또한 다문화적 경험을 지향하고 평등과 사회 정의, 그리고 민주주의에 대하여 비판적으로 사고하는 것을 포함하고 있다(최숙기, 2007: 295). 따라서 다문화 인구가 증가하고 다양한 문화 속에 살아가고 있는 현대 사회의 개인은 인지적, 교육적, 경제적, 사회적, 문화적 함의를 읽어낼 수 있는 리터러시를 함양해야 할 뿐만 아니라(Hirsh, 1987), 리터러시와 교육이 만나게 되는 현실적인 도전을 피할 수 없게 되었다.
뱅크스(Banks, 2003)는 민주적인 가치와 다문화 리터러시를 사회를 읽는 힘과 사회를 개선시키는 능력과의 관계 속에서 설명하고 있다. 사회를 읽는다는 것은 교육을 통해 지식을 획득하는 것이고, 사회를 개선시킨다는 것은 획득한 지식을 사회 정의를 위한 실천적 행위의 바탕이자 도구로 활용해야 한다는 것이다. 다문화교육 차원에서 다문화 리터러시 교육은 학생들에게 한 사회 구성원들 사이에 다양한 시각과 가치가 존재하고 있음을 인식시키고, 이를 통해 차이를 인정하고 다양성을 수용하는 능력을 향상시킬 수 있다.
다문화 사회에서는 다양한 집단에 대한 이해, 포용 및 공존의 방식에 대한 합의를 도출할 능력과 소통 기술이 필요하다. 구체적으로, 모든 공동체 구성원이 소수집단을 인정해야 하며, 이들의 사회권과 문화권을 동시에 존중하는 등 국민 전체를 대상으로 한 다문화 리터러시 교육이 요구된다.

### 교육
다문화 리터러시 교육(Multicultural Literacy Education)은 학생들에게 한 사회 구성원들 사이에 다양한 시각과 가치가 존재하고 있음을 인식시키고, 이를 통해 나의 시각과 타인의 시각의 차이를 인정하고 다양성을 수용하는 능력을 향상시킬 수 있다. 다문화 리터러시 교육은 문화 다양성을 인식하고 수용하는 인지적인 영역뿐만 아니라, 지식 구성의 속성을 비판적으로 검토하는 정의적인 영역, 그리고 사회 개선을 위해 행동하는 실천적인 영역까지 포괄한다고 할 수 있다(박윤경, 2007).
다문화 리터러시 교육의 세 가지 측면은 다음과 같이 이해할 수 있다.
첫째, 다양성 측면에는 민족 간 혹은 국가 간 문화이해에는 각 민족 문화 및 가치의 다양성에 대한 이해, 문화의 상호비교, 이를 통한 문화와 가치의 보편성에 대한 인식, 다문화의 관점에서 자기 문화 조망, 문화 간 상호작용을 통한 다문화의 개념 형성, 다문화를 수용하는 태도, 전통 및 자기문화에 대한 태도 등이 포함된다(哈经雄，2001).
둘째, 정체성 측면에는 각 국가가 전통적인 문화가 존재하고 있기 때문에 글로벌화시대의 세계시민성을 기르기 위해 세계문화다양성에 대한 인식뿐만 아니라, 자기 민족의 고유성과 정체성에 대한 인식, 자기 국가의 역사문화와 지역문화를 바탕으로 하는 전통적인 정치, 경제, 문화에 대한 지식 습득, 공동체의 정체성 유지 및 개인의 정체성 유지 등이 포함된다.
셋째, 상호 관계성 측면에는 한 사회내의 주류와 소수인종 간의 불평등 해소, 단결한 민족관계, 나아가 세계시민으로서 세계 문제를 처리하는 능력, 조화로운 삶을 발전시켜 나가려는 태도 등이 포함된다.
그러므로 다문화 리터러시 교육은 다양한 문화 이해, 전통문화에 대한 정체성 유지, 조화로운 삶을 위한 상호 관계성 등의 세 가지 요소가 포함되어야 한다.

### 교사 역량
다문화 리터러시 교육을 전담하는 교사는 교육에 관한 지식과 신념을 가지고 있어야 하고, 더 나은 교육을 위해서 스스로 노력을 해야 한다. 교사는 학습자들에게 글로벌화시대가 요구하는 시민적 자질을 갖추도록 준비시켜야 한다. 그러므로 문화다양성 교육에 대한 교사의 인식과 역량은 매우 중요하다고 하겠다.
Bennett와 Bennett(2004)는 자기문화에서 적절한 행동과 타문화에서 적절한 대안적인 행동들을 다 포함하는 폭 넓은 행동 목록을 가진 것이라 하였다. 즉, 자신이 속한 문화에 대해 편견을 경계하고 적절하게 행동할 수 있는 능력이다. 역량을 구체적인 문제를 해결하기 위하여 개인이 가지고 있거나 획득할 수 있는 능력과 기술로서, 다양한 상황에서 문제를 성공적으로 해결할 수 있는 인지적·사회적·행동적 핵심역량을 제시하였다.
윤정일 외(2007)는 교수역량은 첫째, 지식, 기술과 같은 표층적 역량과 개인의 동기, 특질, 자아개념 등과 같은 심층적 역량을 포괄하는 총체성의 특성을 지니고 있다. 둘째, 각 개인이 자신을 둘러싼 사회적 환경을 관리하고 운용할 수 있는 수행성의 특성을 지니고 있다. 셋째, 특정 조직 내에서 타인과 함께 가치와 질서를 추구하는 맥락성의 특성을 지니고 있다. 넷째, 경험과 학습을 통해 습득되고 변화할 수 있는 학습가능성의 특성이 있다. 다섯째, 교사의 자질과 달리 행위를 중심으로 관찰할 수 있으며 측정 가능한 특성을 지니고 있다.
정지현 외(2015)는 교수역량은 다음과 같이 정리할 수 있다.
첫째, 이론적 교수역량은 학문 지향적인 특성을 가지고 있으며 이론적 지식체계와 관련이 있다. 수업 전에 교과내용을 잘 이해하는 능력으로 보편적 타당성과 일반화 가능성이 중시된다. 이론적 교수역량은 아는 능력과 관련이 깊기 때문에 교육내용, 방법, 평가 등에 대한 이론적, 논리적 이해를 기반으로 하는 인지적 전략과 관련성이 있다.
둘째, 성찰적 교수역량은 가치 지향적인 특성을 가지고 있으며 도덕적 가치체계와 관련이 깊다. 반성적 사고능력, 반성적 성찰능력으로 교사 자신·학습자·교육 태도가 중시된다. 성찰적 교수역량은 인간의 삶속에서 경험적 지식과 새로운 지식을 결합하여 추상적이고 개념적인 관점에서 문제해결에 도움이 되는 반성적이며 고차원적 사고 발달을 기반으로 문제를 해결하여 새로운 삶을 개선하려는 정의적 전략과 관련성이 있다.
셋째, 실천적 교수역량은 수행 지향적인 특성을 갖고 있으며 수업 상황에 필요한 지식, 태도, 기술 등을 활용하고 다양한 교수방법 및 전략을 적용하여 행동하는 능력과 관련이 깊다. 수업의 목표와 내용을 학생들이 성취할 수 있도록 효과적으로 전달하는 능력이다. 실천적 교수역량은 각 상황에 맞게 선택 가능한 여러 가지 대안들을 도출할 수 있고 암묵적·절차적·방법적 지식을 기반으로 하는 행동적 전략과 관련성이 있다.

## 같이 보기
- 본질주의 (교육)
- 문화간 의사소통